# ジュリアス・ギタヒ
ジュリアス・ギタヒ（Julius Gitahi、1978年4月29日 - ） は、日本を拠点に活躍していたケニア出身の男子陸上競技選手（長距離種目）。仙台育英学園高等学校卒業の後、日清食品グループ陸上競技部に所属していた。身長163cm、体重53kg。血液型O型。

## 経歴
ケニア中央州キリニャガ県ケルゴヤ出身。ケニア在住当時は片道約10km離れた中学校まで走って登校し、お昼時には家に帰って食事を摂り再び登校していた。
仙台育英学園高等学校に留学後は、日の出と共に起床し朝食前に10kmほどランニング。一日の練習量は多い日には30km。一週間に100kmは走っていたという。ジュニア時代の実力は世界に通用するもので、全国高等学校駅伝競走大会の1区区間記録を保持している。また10000mの日本高校国内国際記録保持者である（27分28秒60）。高校卒業後は日清食品で競技を続け、シドニーオリンピックでケニア代表入りを果たした。30歳を前にしマラソン競技へ転向した。
2010年3月で日清食品を退社し，母国ケニアに戻って放牧業の傍ら後進の指導にあたっている．

## 人物
趣味はドライブ、車関連の本を読むこと。

## 主な戦績
- 1995年 全国高等学校総合体育大会 5000m 優勝 13分37秒28 大会新記録（当時）
- 1995年 全国高等学校駅伝競走大会 1区 区間賞 27分48秒 区間新記録
- 1998年 グッドウィルゲームズ 10000m 優勝 27分49秒26
- 1999年 アフリカ競技大会 5000m 優勝 13分49秒06
- 2000年 シドニーオリンピック 5000m 9位 13分39秒11
- 2007年 北海道マラソン 優勝 2時間17分26秒

## 自己ベスト
- 3000m - 7分31秒13 オスロ 1998年7月9日
- 5000m - 13分01秒89 ストックホルム 1998年8月5日
- 10000m - 27分11秒17 神戸 1998年4月26日
- 15km - 43分52秒 札幌 2004年7月4日
- ハーフマラソン - 1時間01分33秒 山口 1998年3月15日
- 25km - 1時間15分35秒 東京 2008年2月17日
- マラソン - 2時間8分57秒 東京 2008年2月17日